# هانس هينكل
هانس هينكل (بالألمانية: Hans Hinkel)‏ (و. 1901 – 1960 م) هو سياسي، وصحفي ألماني، ولد في فورمس، كان عضوًا في الحزب النازي، شارك في انقلاب بير هول، كان عضوًا في شوتزشتافل، توفي في غوتينغن، عن عمر يناهز 59 عاماً.

## مناصب
تولى منصب عضو مجلس النواب الألماني للجمهورية فايمار
- عضو مجلس النواب الألماني من ألمانيا النازية

.

## التعليم
تعلم في جامعة بون
.